# Копнин, Сергей Владимирович
Серге́й Влади́мирович Копни́н (1 сентября 1976, Рыбинск, Ярославская область, СССР) — российский футболист, защитник и полузащитник.

## Карьера
Первый клуб — рыбинский «Вымпел». В 1995 году был приглашён в камышинский «Текстильщик», но, не проведя за команду ни одного матча, через полгода перешёл сначала в липецкий «Металлург», а затем в вологодское «Динамо». Затем вернулся в Камышин. В 1998 году подписал контракт с клубом Высшей лиги «Ротор». На первом же сборе в Германии получил серьёзную травму — перелом плюсневой кости голеностопа. Всего за «Ротор» сыграл 18 матчей в чемпионате и 1 в кубке. В конце 1999 года команду покинул и в следующем сезоне защищал цвета «Шинника». В последующем играл за различные команды Второго дивизиона. Кроме того, в 2004 году выступал в казахской Премьер-лиге, играя за «Акжайык».

## Достижения
- Победитель зоны «Восток» Второго дивизиона: 2003
- Серебряный призёр зоны «Восток» Второго дивизиона: 2002